# 气候地貌学
气候地貌学是地貌学的一个分支，主要研究气候与地貌之间的关系，研究在不同的气候条件下，外动力的作用形成不同的地貌，在不同的气候区，不仅主导的外动力不同，而且不同的外动力强度和外动力的组合也不同，形成不同的气候地貌类型组合。
在严寒地区，以冰川、冻融地貌为主，但在冰缘区，冻融是主导外动力，但雪融、流水和风力等外动力组合，形成各种地貌类型组合。
岩融地貌，在寒带、温带一地下岩溶为主，各种溶洞发育；但在热带湿润地区，则以石林、天坑等为其特征。
各种组合地貌可以为研究当地气候和地貌的演化过程研究提供重要资料。